# Навпакт
Навпакт (на гръцки: Ναύπακτος, Навпактос) е град в Югозападна Гърция, област Западна Гърция, център на дем Навпактия. Известен е и с италианското си име Лепанто. Разположен е на северния бряг на Коринтския залив, при неговото свързване с Йонийско море. Населението му е 12 924 души (2001).

## Значение
В миналото Навпакт е важно пристанище и център на корабостроенето. Местоположението му е стратегическо и позволява следенето и контролирането на движението по водния път през протока свързващ Патраския и Коринтския залив.

## История
През античността Навпакт споделя съдбата на съседна Етолия. Навпактската епархия е една от епархиите на Охридската архиепископия и е обхващала териториите на Епир, Етолия и Акарнания, в периодите когато не е в диоцеза на Цариградската патриаршия.
През средновековието е византийски град, а през 10 век е включен за по-малко от век в границите на Първа българска държава. Навпакт, като част от областта Етолоакарнания, е включен в пределите на Епирското деспотство и споделя съдбата му. През 14 век, след разпадане на Душановото царство, Лепанто е един от двата главни града на деспотство Ангелокастро и Лепанто.
През 16 век то е една от важните бази на османския флот, край която през 1571 г. се провежда битката при Лепанто. Днес пристанището е запълнено с наноси и е достъпно само за малки плавателни съдове.

## Личности
Родени в Навпакт
- Амвросий Николау (1917 – 1984), гръцки духовник
- Георгиос Влахоянис, гръцки революционер
- Янис Влахоянис (1867 – 1945), гръцки писател
- Янис Пицулас (? – 1904), гръцки революционер

Починали в Навпакт
- Коста Атанас, (1797 – пр. 1865) български революционер, участник в Гръцката война за независимост